# Fryderyk dla kompozytora roku (muzyka poważna)
Fryderyk dla kompozytora roku (muzyka poważna) – polska nagroda muzyczna Fryderyk, przyznawana w roku 1996 i corocznie w latach 2008–2012 w sekcji muzyki poważnej w kategorii kompozytor roku. Honorowała kompozytorów za całokształt działalności w danym roku. Fryderyki są przyznawane od 1995 przez Związek Producentów Audio-Video (ZPAV) za osiągnięcia w rodzimym przemyśle muzycznym. Od 2000 za wyłanianie nominowanych, a następnie laureatów odpowiedzialna jest powołana przez ZPAV Akademia Fonograficzna.
Kategoria pojawiła się podczas drugiej edycji, Fryderyków 1995. Następnie powróciła w edycji 2008. W edycji 2013 została wycofana w związku ze zmniejszeniem liczby kategorii.
Najwięcej nominacji w kategorii (po 4) otrzymali Krzysztof Penderecki i Wojciech Kilar. Paweł Mykietyn jako jedyny wygrał w niej 2 razy.

## Laureaci i nominowani

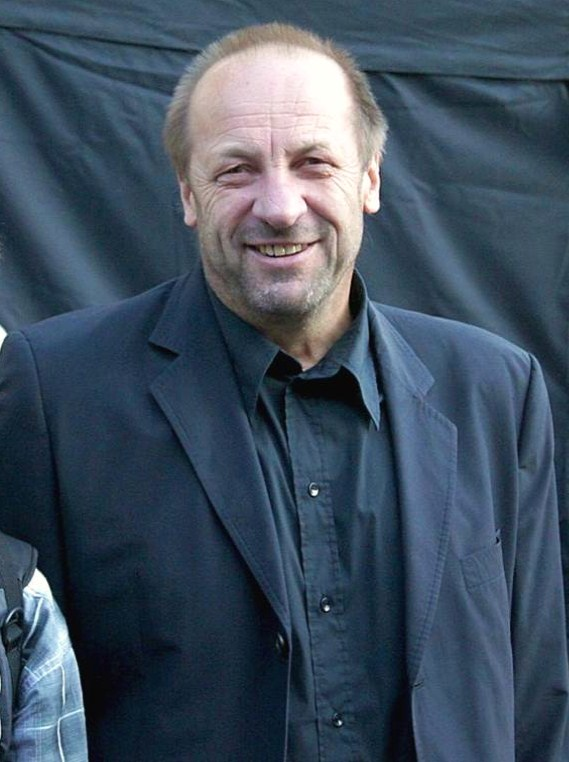
Zbigniew Preisner, laureat w 1995

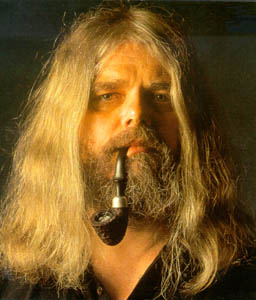
Paweł Szymański, laureat w 2008, trzykrotnie nominowany

| Rok  | Laureat           | Pozostałe nominacje                                                                         | Źr.   |
| ---- | ----------------- | ------------------------------------------------------------------------------------------- | ----- |
| 1995 | Zbigniew Preisner | - Jan Kanty Pawluśkiewicz - Henryk Mikołaj Górecki - Krzysztof Penderecki - Paweł Szymański | [ 4 ] |
| 2008 | Paweł Szymański   | - Paweł Łukaszewski - Stanisław Moryto - Szabolcs Esztényi - Wojciech Kilar                 | [ 5 ] |
| 2009 | Paweł Mykietyn    | - Henryk Mikołaj Górecki - Marian Borkowski - Stanisław Moryto - Paweł Szymański            | [ 6 ] |
| 2010 | Stanisław Moryto  | - Agata Zubel - Krzysztof Penderecki - Paweł Mykietyn - Wojciech Kilar                      | [ 7 ] |
| 2011 | Marian Borkowski  | - Rafał Augustyn - Krzysztof Herdzin - Krzysztof Penderecki - Wojciech Kilar                | [ 8 ] |
| 2012 | Paweł Mykietyn    | - Krzysztof Penderecki - Maciej Zieliński - Piotr Moss - Wojciech Kilar                     | [ 9 ] |

## Statystyki
| Liczba | Osoba/zespół   | Lata       |
| ------ | -------------- | ---------- |
| 2      | Paweł Mykietyn | 2009, 2012 |

| Liczba | Osoba/zespół           | Lata                   |
| ------ | ---------------------- | ---------------------- |
| 4      | Krzysztof Penderecki   | 1995, 2010, 2011, 2012 |
| 4      | Wojciech Kilar         | 2008, 2010, 2011, 2012 |
| 3      | Paweł Mykietyn         | 2009, 2010, 2012       |
| 3      | Paweł Szymański        | 1995, 2008, 2009       |
| 3      | Stanisław Moryto       | 2008, 2009, 2010       |
| 2      | Henryk Mikołaj Górecki | 1995, 2009             |
| 2      | Marian Borkowski       | 2009, 2011             |